# Pasco (região)
Pasco é uma das 25 regiões do Peru, sua capital é a cidade de Cerro de Pasco.

## Províncias (capital)
1. Daniel Alcides Carrión (Yanahuanca)
2. Oxapampa (Oxapampa)
3. Pasco (Cerro de Pasco)